# Nicole Billa
Nicole Billa (Kufstein, 5 marzo 1996) è una calciatrice austriaca, attaccante del Colonia e della nazionale austriaca.

## Carriera
Nata a Kufstein ma cresciuta con la famiglia ad Angerberg, piccolo centro dell'omonimo distretto nel Tirolo, Billa iniziò fin da giovanissima ad essere attratta dalle pratiche sportive, praticando su suggerimento della madre sia la kickboxing, a livello agonistico, disciplina in cui si laurea per tre volte campionessa mondiale juniores, sia il calcio. Il padre, che è anche un allenatore, e il fratello giocano già a calcio, e lei iniziò a praticarlo all'età di cinque anni, scegliendo definitivamente questo sport quando entrò nell'accademia di approfondimento per il calcio femminile della Federcalcio austriaca (ÖFB-Frauenfußball-Akademie) tra i 14 e 15 anni.

### Club
Dopo aver iniziato giocare all'età di cinque anni, nell'estate del 2003 si tesserò con l'SV Angerberg, club cittadino dove già giocavano padre e fratello, con il quale ha giocato in squadre miste fino alla formazione Under-15 e, solo successivamente, in squadre interamente femminili. Pur rimanendo legata alla società, decide di trasferirsi a Sankt Pölten, capitale dello Stato federato della Bassa Austria, per approfondire la tecnica di gioco, proseguendo nel contempo il suo percorso scolastico e frequentando la ÖFB Frauen-Akademie dal settembre 2011, data della sua apertura ufficiale.
Nell'estate del 2010 Billa si trasferisce al Wacker Innsbruck venendo aggregata alla prima squadra già alla sua prima stagione in maglia neroverde e con il quale debutta nella ÖFB-Ladies-Cup, la Coppa d'Austria di categoria, nel novembre 2010 all'età di 14 anni. Grazie alle sue prestazioni espresse a livello giovanile da marzo 2011 in poi gioca regolarmente nel campionato di Bundesliga. In questo periodo Billa contribuisce positivamente alle prestazioni complessive della squadra, che nelle tre stagioni in cui vi ha militato ottiene un quarto e poi due terzi posti in campionato, con il risultato più prestigioso ottenuto in Coppa, raggiungendo la finale nel 2012 poi persa per 4-0 con il Neulengbach. Complessivamente realizza per il Wacker Innsbruck 37 reti su 38 incontri di campionato.
Durante la sessione estiva di calciomercato 2013 decide di trasferirsi al St. Pölten-Spratzern, iniziando il suo periodo più proficuo nella conquista di trofei. Alla sua prima stagione con la società di Sankt Pölten, oltre a vincere il campionato di 2. Liga Ost/Süd con la squadra riserve, sotto la direzione del tecnico Brigitte Entacher ottiene un 2º posto in ÖFB Frauen Bundesliga e vince la sua prima Coppa d'Austria, con la squadra che, iscritta come ASV Spratzern, bissa il risultato della precedente edizione. Con 24 reti siglate in questa stagione, l'attaccante austriaca ha vinto la classifica delle marcatrici davanti a Nina Burger (22), raggiungendo lo stesso risultato in coppa con 8 reti. Inoltre, grazie al 2º posto conquistato al termine della stessa stagione 2012-2013, la squadra disputa la UEFA Women's Champions League avendo accesso ai sedicesimi di finale della stagione 2013-2014. In quell'occasione Entacher la impiega da titolare in entrambi i due incontri con le campionesse d'Italia della Torres, dove Billa si mette in luce siglando entrambe le reti nell'incontro casalingo di andata pareggiato per 2-2, tuttavia le austriache vengono eliminate dal torneo per la sconfitta per 3-1 rimediata al ritorno. Rimasta legata alla società per una seconda stagione, contribuisce alla conquista del titolo di Campione d'Austria 2014-2015, il primo di una lunga serie per la società, oltre che al double campionato-Coppa e riconquistando il vertice della classifica delle marcatrici con 27 reti all'attivo su 17 incontri di campionato.

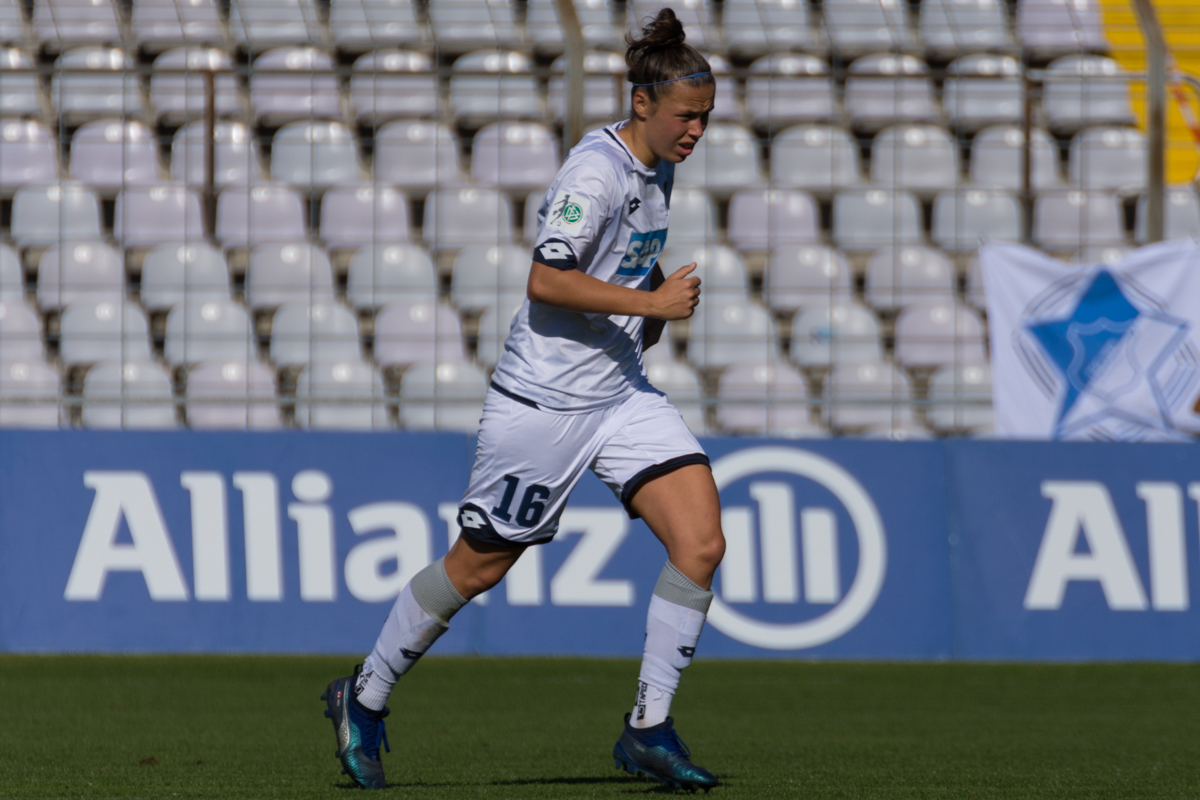
Billa con la maglia dell' nell'ottobre 2018.

Un giorno dopo la fine del campionato, nel maggio 2015, viene comunicato il suo trasferimento all'Hoffenheim, che con la firma di un contratto biennale coglie l'occasione per poter disputare la sua prima avventura professionale all'estero, nel campionato tedesco per la stagione entrante. Il tecnico Jürgen Ehrmann decide di farla debuttare in Frauen-Bundesliga già dalla 1ª giornata di campionato, il 30 agosto, nel pareggio esterno a reti inviolate con il Friburgo, mentre  va a rete per la prima volta due giornate più tardi, aprendo le marcature nella vittoria esterne per 2-0 con il Sand. Complessivamente nella sua prima stagione tedesca Billa matura 19 presenze con 6 reti in campionato, seconda marcatrice della squadra dietro Martina Moser, alle quali si aggiungono le 2 con una rete in Coppa prima della eliminazione della squadra agli ottavi di finale da parte del Turbine Potsdam
Dopo due stagioni nelle quali l'apporto di Billa in fase realizzativa rimane marginale, con la squadra che comunque gioca dei campionati di media classifica raggiungendo la salvezza con ampio anticipo, la crescita di competitività dell'Hoffenheim comincia a crescere anche in corrispondenza delle prestazioni dell'attaccante austriaco, che dalla quella 2018-2019, oltre ad aver raggiunto le semifinali della Coppa di Germania, dal campionato 2018-2019 ridiventa bomber della squadra: 9 reti, a pari merito con Maximiliane Rall in quel campionato, e a seguire 18 reti su 22 incontri nel campionato 2019-2020, seconda solo a Pernille Harder del Wolfsburg (27) in quella generale, e 23 su 21 incontri in quello 2020-2021, conquistando anche la vetta della classifica marcatrici della Bundesliga femminile. In queste ultime due stagioni, con Gabor Gallai che rileva Ehrmann sulla panchina dell'Hoffenheim in quella 2020-2021, la squadra raggiunge i suoi migliori risultati sportivi dalla sua istituzione, il 3º posto che, per il rinnovato regolamento UEFA per la Champions femminile fa accedere le bianco-blu all'edizione 2020-2021.
Il suo ritorno in UEFA Women's Champions League viene suffragato dal gol, realizzando l'unica rete del vittorioso incontro del 17 agosto 2021 con le islandesi del Valur nella fase di qualificazione preliminare, festeggiando poi con le compagne il passaggio del turno.

### Nazionale
Billa inizia ad essere convocata dalla Federcalcio austriaca nel 2011, inserita nella rosa della formazione Under-17 che affronta le qualificazioni all'Europeo 2012, senza che la sua nazionale riuscisse a qualificarsi per la fase finale. Rimasta in rosa anche per la successiva fase di qualificazione all'Europeo 2013, Billa è tra le protagoniste della buona prova dell'Austria che, grazie alle sue 8 reti su 16 totali siglate dalla sua squadra, supera la prima fase al secondo posto nel gruppo 6, anche grazie alla sua doppietta con cui pareggia l'ultimo incontro con la Svezia, ma nuovamente non riesce a qualificarsi alla fase finale causa la sconfitta con la Norvegia nella prima partita del gruppo 2.
Sempre del 2013 è la sua prima convocazione in Under-19, debuttando in amichevole il 14 agosto, nell'incontro perso di misura 4-5 con le pari età della Scozia, andando anche in gol all'esordio, siglando al 62' la terza rete austriaca. In seguito viene impiegata sia nelle qualificazioni all'Europeo di Norvegia 2014, che nella fase élite della successiva qualificazione all'Europeo di Israele 2015, fallendo in entrambi i casi l'accesso alla fase finale. Con la maglia dell'Under-19, tra il 2013 e il 2015 Billa matura 12 presenze siglando altrettante reti.
Entrata quello stesso anno anche nel giro della nazionale maggiore, il commissario tecnico Dominik Thalhammer la inserisce in rosa con la squadra impegnata nelle qualificazioni al Mondiale di Canada 2015, debuttando il 26 ottobre 2013, all'età di 17 anni, nel terzo incontro della gruppo 7 della zona UEFA vinto in trasferta 3-0 sull'Ungheria, andando poi a segno per la prima volta il 19 giugno 2014, segnando una doppietta nella vittoria per 3-0 sul Kazakistan.
Raggiunge la quota di 100 presenze in nazionale il 16 luglio 2024, in occasione dell'incontro perso 4-0 con la Germania durante la fase di qualificazione all'Europeo di Svizzera 2025.

## Statistiche

### Presenze e reti nei club
Statistiche aggiornate al 26 agosto 2024.
| Stagione          | Squadra           | Campionato        | Campionato | Campionato | Coppe nazionali | Coppe nazionali | Coppe nazionali | Coppe internazionali | Coppe internazionali | Coppe internazionali | Altre coppe | Altre coppe | Altre coppe | Totale | Totale |
| Stagione          | Squadra           | Comp              | Pres       | Reti       | Comp            | Pres            | Reti            | Comp                 | Pres                 | Reti                 | Comp        | Pres        | Reti        | Pres   | Reti   |
| ----------------- | ----------------- | ----------------- | ---------- | ---------- | --------------- | --------------- | --------------- | -------------------- | -------------------- | -------------------- | ----------- | ----------- | ----------- | ------ | ------ |
| 2015-2016         | Hoffenheim        | FB                | 19         | 6          | CG              | 2               | 1               | -                    | -                    | -                    | -           | -           | -           | 21     | 7      |
| 2016-2017         | Hoffenheim        | FB                | 21         | 3          | CG              | 2               | 0               | -                    | -                    | -                    | -           | -           | -           | 23     | 3      |
| 2017-2018         | Hoffenheim        | FB                | 15         | 3          | CG              | 2               | 0               | -                    | -                    | -                    | -           | -           | -           | 17     | 3      |
| 2018-2019         | Hoffenheim        | FB                | 20         | 9          | CG              | 4               | 5               | -                    | -                    | -                    | -           | -           | -           | 24     | 14     |
| 2019-2020         | Hoffenheim        | FB                | 22         | 18         | CG              | 2               | 1               | -                    | -                    | -                    | -           | -           | -           | 24     | 19     |
| 2020-2021         | Hoffenheim        | FB                | 21         | 23         | CG              | 2               | 2               | -                    | -                    | -                    | -           | -           | -           | 23     | 25     |
| 2021-2022         | Hoffenheim        | FB                | 21         | 12         | CG              | 1               | 0               | UWCL                 | 10                   | 4                    | -           | -           | -           | 32     | 16     |
| 2022-2023         | Hoffenheim        | FB                | 22         | 7          | CG              | 3               | 0               | -                    | -                    | -                    | -           | -           | -           | 25     | 7      |
| 2023-2024         | Hoffenheim        | FB                | 19         | 4          | CG              | 3               | 1               | -                    | -                    | -                    | -           | -           | -           | 22     | 5      |
| Totale Hoffenheim | Totale Hoffenheim | Totale Hoffenheim | 183        | 85         | -               | 21              | 10              | -                    | 10                   | 4                    | -           | -           | -           | 211    | 99     |
| 2024-2025         | Colonia           | FB                | -          | -          | CG              | -               | -               | -                    | -                    | -                    | -           | -           | -           | -      | -      |
| Totale carriera   | Totale carriera   | Totale carriera   | 183        | 85         | -               | 21              | 10              | -                    | 10                   | 4                    | -           | -           | -           | 211    | 99     |

### Cronologia presenze e reti in nazionale
| Cronologia completa delle presenze e delle reti in nazionale ― Austria | Cronologia completa delle presenze e delle reti in nazionale ― Austria | Cronologia completa delle presenze e delle reti in nazionale ― Austria | Cronologia completa delle presenze e delle reti in nazionale ― Austria | Cronologia completa delle presenze e delle reti in nazionale ― Austria | Cronologia completa delle presenze e delle reti in nazionale ― Austria | Cronologia completa delle presenze e delle reti in nazionale ― Austria | Cronologia completa delle presenze e delle reti in nazionale ― Austria |
| Data                                                                   | Città                                                                  | In casa                                                                | Risultato                                                              | Ospiti                                                                 | Competizione                                                           | Reti                                                                   | Note                                                                   |
| ---------------------------------------------------------------------- | ---------------------------------------------------------------------- | ---------------------------------------------------------------------- | ---------------------------------------------------------------------- | ---------------------------------------------------------------------- | ---------------------------------------------------------------------- | ---------------------------------------------------------------------- | ---------------------------------------------------------------------- |
| 26-10-2013                                                             | Budapest                                                               | Ungheria                                                               | 0 – 3                                                                  | Austria                                                                | Qual. Mondiali 2015                                                    | -                                                                      | 78’                                                                    |
| 31-10-2013                                                             | Ritzing                                                                | Austria                                                                | 1 – 3                                                                  | Francia                                                                | Qual. Mondiali 2015                                                    | -                                                                      | 57’                                                                    |
| 5-3-2014                                                               | Parchal                                                                | Portogallo                                                             | 3 – 2                                                                  | Austria                                                                | Algarve Cup 2014 - 1º turno                                            | -                                                                      |                                                                        |
| 7-3-2014                                                               | Lagos                                                                  | Austria                                                                | 0 – 2                                                                  | Corea del Nord                                                         | Algarve Cup 2014 - 1º turno                                            | -                                                                      |                                                                        |
| 10-3-2014                                                              | Albufeira                                                              | Austria                                                                | 3 – 2                                                                  | Russia                                                                 | Algarve Cup 2014 - 1º turno                                            | -                                                                      | 46’                                                                    |
| 12-3-2014                                                              | Faro                                                                   | Austria                                                                | 2 – 1                                                                  | Islanda                                                                | Algarve Cup 2014 - Finale 5º posto                                     | -                                                                      |                                                                        |
| 12-6-2014                                                              | Wiener Neustadt                                                        | Austria                                                                | 3 – 1                                                                  | Finlandia                                                              | Qual. Mondiali 2015                                                    | -                                                                      |                                                                        |
| 19-6-2014                                                              | Nur-Sultan                                                             | Kazakistan                                                             | 0 – 3                                                                  | Austria                                                                | Qual. Mondiali 2015                                                    | 2                                                                      |                                                                        |
| 13-9-2014                                                              | Sankt Pölten                                                           | Austria                                                                | 4 – 3                                                                  | Ungheria                                                               | Qual. Mondiali 2015                                                    | -                                                                      | 68’                                                                    |
| 17-9-2014                                                              | Pasching                                                               | Austria                                                                | 5 – 1                                                                  | Kazakistan                                                             | Qual. Mondiali 2015                                                    | 1                                                                      |                                                                        |
| 10-2-2015                                                              | Badajoz                                                                | Spagna                                                                 | 2 – 2                                                                  | Austria                                                                | Amichevole                                                             | -                                                                      |                                                                        |
| 4-3-2015                                                               | Parenzo                                                                | Slovacchia                                                             | 1 – 1                                                                  | Austria                                                                | Istria Cup 2015                                                        | 1                                                                      | 65’                                                                    |
| 6-3-2015                                                               | Umago                                                                  | Ungheria                                                               | 0 – 1                                                                  | Austria                                                                | Istria Cup 2015                                                        | -                                                                      | 45’                                                                    |
| 9-3-2015                                                               | Rovigno                                                                | Austria                                                                | 2 – 0                                                                  | Irlanda                                                                | Istria Cup 2015                                                        | -                                                                      | 85’                                                                    |
| 7-4-2015                                                               | Villaco                                                                | Austria                                                                | 2 – 1                                                                  | Australia                                                              | Amichevole                                                             | -                                                                      | 79’                                                                    |
| 17-9-2015                                                              | Şımkent                                                                | Kazakistan                                                             | 0 – 2                                                                  | Austria                                                                | Qual. Euro 2017                                                        | 2                                                                      | 90+3’                                                                  |
| 22-9-2015                                                              | Wiener Neustadt                                                        | Austria                                                                | 3 – 0                                                                  | Galles                                                                 | Qual. Euro 2017                                                        | 1                                                                      |                                                                        |
| 24-10-2015                                                             | Ramat Gan                                                              | Israele                                                                | 0 – 1                                                                  | Austria                                                                | Qual. Euro 2017                                                        | 1                                                                      |                                                                        |
| 6-4-2016                                                               | Sankt Pölten                                                           | Austria                                                                | 6 – 1                                                                  | Kazakistan                                                             | Qual. Euro 2017                                                        | 2                                                                      |                                                                        |
| 10-4-2016                                                              | Vienna                                                                 | Austria                                                                | 0 – 1                                                                  | Norvegia                                                               | Qual. Euro 2017                                                        | -                                                                      |                                                                        |
| 2-6-2016                                                               | Oslo                                                                   | Norvegia                                                               | 2 – 2                                                                  | Austria                                                                | Qual. Euro 2017                                                        | -                                                                      | 90+1’                                                                  |
| 7-6-2016                                                               | Klagenfurt am Wörthersee                                               | Austria                                                                | 4 – 0                                                                  | Israele                                                                | Qual. Euro 2017                                                        | 1                                                                      |                                                                        |
| 20-9-2016                                                              | Cardiff                                                                | Galles                                                                 | 0 – 0                                                                  | Austria                                                                | Qual. Euro 2017                                                        | -                                                                      | 64’                                                                    |
| 22-10-2016                                                             | Dortmund                                                               | Germania                                                               | 4 – 2                                                                  | Austria                                                                | Amichevole                                                             | -                                                                      |                                                                        |
| 1-3-2017                                                               | Paralimni                                                              | Corea del Sud                                                          | 0 – 0                                                                  | Austria                                                                | Cyprus Cup 2017 - 1º turno                                             | -                                                                      | 53’                                                                    |
| 3-3-2017                                                               | Nicosia                                                                | Austria                                                                | 3 – 0                                                                  | Nuova Zelanda                                                          | Cyprus Cup 2017 - 1º turno                                             | 1                                                                      | 71’                                                                    |
| 6-3-2017                                                               | Larnaca                                                                | Austria                                                                | 1 – 3                                                                  | Scozia                                                                 | Cyprus Cup 2017 - 1º turno                                             | -                                                                      | 46’                                                                    |
| 8-3-2017                                                               | Larnaca                                                                | Belgio                                                                 | 1 – 1 (3 - 2 dtr)                                                      | Austria                                                                | Cyprus Cup 2017 - Finale 7º posto                                      | 1                                                                      |                                                                        |
| 10-4-2017                                                              | Southampton                                                            | Inghilterra                                                            | 3 – 0                                                                  | Austria                                                                | Amichevole                                                             | -                                                                      | 46’                                                                    |
| 13-6-2017                                                              | Tilburg                                                                | Paesi Bassi                                                            | 3 – 0                                                                  | Austria                                                                | Amichevole                                                             | -                                                                      |                                                                        |
| 6-7-2017                                                               | Wiener Neustadt                                                        | Austria                                                                | 4 – 2                                                                  | Danimarca                                                              | Amichevole                                                             | 2                                                                      |                                                                        |
| 18-7-2017                                                              | Deventer                                                               | Austria                                                                | 1 – 0                                                                  | Svizzera                                                               | Euro 2017 - 1º turno                                                   | -                                                                      | 82’                                                                    |
| 22-7-2017                                                              | Utrecht                                                                | Francia                                                                | 1 – 1                                                                  | Austria                                                                | Euro 2017 - 1º turno                                                   | -                                                                      | 85’                                                                    |
| 26-7-2017                                                              | Rotterdam                                                              | Islanda                                                                | 0 – 3                                                                  | Austria                                                                | Euro 2017 - 1º turno                                                   | -                                                                      | 86’                                                                    |
| 3-8-2017                                                               | Breda                                                                  | Danimarca                                                              | 0 – 0 (3 - 0 dtr)                                                      | Austria                                                                | Euro 2017 - Semifinale                                                 | -                                                                      | 38’                                                                    |
| 19-9-2017                                                              | Kruševac                                                               | Serbia                                                                 | 0 – 4                                                                  | Austria                                                                | Qual. Mondiali 2019                                                    | 1                                                                      | 79’                                                                    |
| 16-10-2017                                                             | Ritzing                                                                | Austria                                                                | 0 – 2                                                                  | Brasile                                                                | Amichevole                                                             | -                                                                      | 48’                                                                    |
| 23-11-2017                                                             | Vienna                                                                 | Austria                                                                | 2 – 0                                                                  | Israele                                                                | Qual. Mondiali 2019                                                    | -                                                                      | 75’                                                                    |
| 28-11-2017                                                             | Santander                                                              | Spagna                                                                 | 4 – 0                                                                  | Austria                                                                | Qual. Mondiali 2019                                                    | -                                                                      | 63’                                                                    |
| 5-4-2018                                                               | Maria Enzersdorf                                                       | Austria                                                                | 1 – 1                                                                  | Serbia                                                                 | Qual. Mondiali 2019                                                    | 1                                                                      | 67’                                                                    |
| 10-4-2018                                                              | Vienna                                                                 | Austria                                                                | 0 – 1                                                                  | Spagna                                                                 | Qual. Mondiali 2019                                                    | -                                                                      | 65’                                                                    |
| 8-6-2018                                                               | Helsinki                                                               | Finlandia                                                              | 0 – 2                                                                  | Austria                                                                | Qual. Mondiali 2019                                                    | -                                                                      | 76’                                                                    |
| 12-6-2018                                                              | Ramat Gan                                                              | Israele                                                                | 0 – 6                                                                  | Austria                                                                | Qual. Mondiali 2019                                                    | 1                                                                      | 57’                                                                    |
| 4-9-2018                                                               | Wiener Neustadt                                                        | Austria                                                                | 4 – 1                                                                  | Finlandia                                                              | Qual. Mondiali 2019                                                    | 2                                                                      |                                                                        |
| 6-10-2018                                                              | Essen                                                                  | Germania                                                               | 3 – 1                                                                  | Austria                                                                | Amichevole                                                             | 1                                                                      |                                                                        |
| 11-11-2018                                                             | Villaco                                                                | Austria                                                                | 0 – 3                                                                  | Stati Uniti                                                            | Amichevole                                                             | -                                                                      |                                                                        |
| 27-2-2019                                                              | Paralimni                                                              | Nigeria                                                                | 1 – 4                                                                  | Austria                                                                | Cyprus Cup 2019 - 1º turno                                             | 2                                                                      | 78’                                                                    |
| 1-3-2019                                                               | Nicosia                                                                | Austria                                                                | 0 – 0                                                                  | Irlanda                                                                | Cyprus Cup 2019 - 1º turno                                             | -                                                                      | 59’                                                                    |
| 4-3-2019                                                               | Larnaca                                                                | Slovacchia                                                             | 0 – 1                                                                  | Austria                                                                | Cyprus Cup 2019 - 1º turno                                             | 1                                                                      | 46’                                                                    |
| 6-3-2019                                                               | Larnaca                                                                | Austria                                                                | 0 – 0 (2 - 3 dtr)                                                      | Belgio                                                                 | Cyprus Cup 2019 - Finale 3º posto                                      | -                                                                      | 76’                                                                    |
| 9-4-2019                                                               | Innsbruck                                                              | Austria                                                                | 0 – 2                                                                  | Svezia                                                                 | Amichevole                                                             | -                                                                      |                                                                        |
| 3-9-2019                                                               | Wiener Neustadt                                                        | Austria                                                                | 3 – 0                                                                  | Macedonia del Nord                                                     | Qual. Euro 2022                                                        | -                                                                      | 11’, 46’                                                               |
| 6-10-2019                                                              | Belgrado                                                               | Serbia                                                                 | 0 – 1                                                                  | Austria                                                                | Qual. Euro 2022                                                        | 1                                                                      | 90+1’                                                                  |
| 8-11-2019                                                              | Skopje                                                                 | Macedonia del Nord                                                     | 0 – 3                                                                  | Austria                                                                | Qual. Euro 2022                                                        | 1                                                                      |                                                                        |
| 12-11-2019                                                             | Maria Enzersdorf                                                       | Austria                                                                | 9 – 0                                                                  | Kazakistan                                                             | Qual. Euro 2022                                                        | 2                                                                      |                                                                        |
| 6-3-2020                                                               | Marbella                                                               | Austria                                                                | 1 – 2                                                                  | Svizzera                                                               | Amichevole                                                             | -                                                                      |                                                                        |
| 10-3-2020                                                              | Marbella                                                               | Svizzera                                                               | 1 – 1                                                                  | Austria                                                                | Amichevole                                                             | -                                                                      | 83’                                                                    |
| 22-9-2020                                                              | Şımkent                                                                | Kazakistan                                                             | 0 – 5                                                                  | Austria                                                                | Qual. Euro 2022                                                        | 1                                                                      | 85’                                                                    |
| 27-10-2020                                                             | Vienna                                                                 | Austria                                                                | 0 – 0                                                                  | Francia                                                                | Qual. Euro 2022                                                        | -                                                                      | 90+2’                                                                  |
| 27-11-2020                                                             | Guingamp                                                               | Francia                                                                | 3 – 0                                                                  | Austria                                                                | Qual. Euro 2022                                                        | -                                                                      | 46’                                                                    |
| 1-12-2020                                                              | Altach                                                                 | Austria                                                                | 1 – 0                                                                  | Serbia                                                                 | Qual. Euro 2022                                                        | 1                                                                      | 87’                                                                    |
| 19-2-2021                                                              | Paola                                                                  | Austria                                                                | 1 – 6                                                                  | Svezia                                                                 | Visit Malta Women's Trophy 2021                                        | -                                                                      |                                                                        |
| 23-2-2021                                                              | Paola                                                                  | Austria                                                                | 1 – 0                                                                  | Slovacchia                                                             | Visit Malta Women's Trophy 2021                                        | -                                                                      | 87’                                                                    |
| 11-4-2021                                                              | Ritzing                                                                | Austria                                                                | 2 – 2                                                                  | Finlandia                                                              | Amichevole                                                             | 1                                                                      |                                                                        |
| 14-6-2021                                                              | Wiener Neustadt                                                        | Austria                                                                | 2 – 3                                                                  | Italia                                                                 | Amichevole                                                             | 1                                                                      | 85’                                                                    |
| 17-9-2021                                                              | Liepāja                                                                | Lettonia                                                               | 1 – 8                                                                  | Austria                                                                | Qual. Mondiali 2023                                                    | 2                                                                      | 79’                                                                    |
| 21-9-2021                                                              | Skopje                                                                 | Macedonia del Nord                                                     | 0 – 6                                                                  | Austria                                                                | Qual. Mondiali 2023                                                    | 3                                                                      |                                                                        |
| 22-10-2021                                                             | Innsbruck                                                              | Austria                                                                | 5 – 0                                                                  | Lussemburgo                                                            | Qual. Mondiali 2023                                                    | 2                                                                      | 74’                                                                    |
| 26-10-2021                                                             | Belfast                                                                | Irlanda del Nord                                                       | 2 – 2                                                                  | Austria                                                                | Qual. Mondiali 2023                                                    | -                                                                      |                                                                        |
| 27-11-2021                                                             | Sunderland                                                             | Inghilterra                                                            | 1 – 0                                                                  | Austria                                                                | Qual. Mondiali 2023                                                    | -                                                                      | 87’                                                                    |
| 30-11-2021                                                             | Lussemburgo                                                            | Lussemburgo                                                            | 0 – 8                                                                  | Austria                                                                | Qual. Mondiali 2023                                                    | 2                                                                      |                                                                        |
| 20-2-2022                                                              | Getafe                                                                 | Austria                                                                | 6 – 1                                                                  | Romania                                                                | Amichevole                                                             | 2                                                                      |                                                                        |
| 23-2-2022                                                              | Marbella                                                               | Svizzera                                                               | 0 – 3                                                                  | Austria                                                                | Amichevole                                                             | 1                                                                      | 86’                                                                    |
| 8-4-2022                                                               | Wiener Neustadt                                                        | Austria                                                                | 3 – 1                                                                  | Irlanda del Nord                                                       | Qual. Mondiali 2023                                                    | 1                                                                      | 61’                                                                    |
| 22-6-2022                                                              | Maria Enzersdorf                                                       | Austria                                                                | 4 – 0                                                                  | Montenegro                                                             | Amichevole                                                             | 1                                                                      | 72’                                                                    |
| 26-6-2022                                                              | Lovanio                                                                | Belgio                                                                 | 0 – 1                                                                  | Austria                                                                | Amichevole                                                             | -                                                                      | 90+1’                                                                  |
| 6-7-2022                                                               | Manchester                                                             | Inghilterra                                                            | 1 – 0                                                                  | Austria                                                                | Euro 2022 - 1º turno                                                   | -                                                                      |                                                                        |
| 11-7-2022                                                              | Southampton                                                            | Austria                                                                | 2 – 0                                                                  | Irlanda del Nord                                                       | Euro 2022 - 1º turno                                                   | -                                                                      | 85’                                                                    |
| 15-7-2022                                                              | Brighton                                                               | Austria                                                                | 1 – 0                                                                  | Norvegia                                                               | Euro 2022 - 1º turno                                                   | 1                                                                      | 89’                                                                    |
| 21-7-2022                                                              | Brentford                                                              | Germania                                                               | 2 – 0                                                                  | Austria                                                                | Euro 2022 - Quarti di finale                                           | -                                                                      | 86’                                                                    |
| 3-9-2022                                                               | Wiener Neustadt                                                        | Austria                                                                | 0 – 2                                                                  | Inghilterra                                                            | Qual. Mondiali 2023                                                    | -                                                                      | 80’                                                                    |
| 6-9-2022                                                               | Wiener Neustadt                                                        | Austria                                                                | 10 – 0                                                                 | Macedonia del Nord                                                     | Qual. Mondiali 2023                                                    | 3                                                                      |                                                                        |
| 6-10-2022                                                              | Glasgow                                                                | Scozia                                                                 | 1 – 0                                                                  | Austria                                                                | Qual. Mondiali 2023                                                    | -                                                                      | 82’                                                                    |
| 10-11-2022                                                             | Lignano Sabbiadoro                                                     | Italia                                                                 | 0 – 1                                                                  | Austria                                                                | Amichevole                                                             | -                                                                      | 65’                                                                    |
| 15-11-2022                                                             | Wiener Neustadt                                                        | Austria                                                                | 3 – 0                                                                  | Slovacchia                                                             | Amichevole                                                             | -                                                                      | 74’                                                                    |
| 17-2-2023                                                              | Gozo                                                                   | Paesi Bassi                                                            | 1 – 2                                                                  | Austria                                                                | Amichevole                                                             | -                                                                      | 72’                                                                    |
| 21-2-2023                                                              | Attard                                                                 | Austria                                                                | 0 – 4                                                                  | Stati Uniti                                                            | Amichevole                                                             | -                                                                      | 66’                                                                    |
| 7-4-2023                                                               | Wiener Neustadt                                                        | Austria                                                                | 3 – 2                                                                  | Belgio                                                                 | Amichevole                                                             | -                                                                      | 67’                                                                    |
| 11-4-2023                                                              | Wiener Neustadt                                                        | Austria                                                                | 2 – 0                                                                  | Rep. Ceca                                                              | Amichevole                                                             | -                                                                      | 65’                                                                    |
| 22-9-2023                                                              | Oslo                                                                   | Norvegia                                                               | 1 – 1                                                                  | Austria                                                                | UEFA Women's Nations League 2023-2024 - 1º turno                       | -                                                                      | 60’                                                                    |
| Totale                                                                 |                                                                        | Presenze                                                               | 93                                                                     |                                                                        | Reti                                                                   | 48                                                                     |                                                                        |

## Palmarès

### Club
- Campionato austriaco: 1

St. Pölten-Spratzern: 2014-2015
- Coppa d'Austria: 2

St. Pölten-Spratzern: 2013-2014, 2014-2015

### Individuale
- Capocannoniere del campionato austriaco: 2

2013-2014 (24 reti), 2014-2015 (27 reti)
- Capocannoniere del campionato tedesco: 1

2020-2021 (23 reti)
- Calciatrice dell'anno in Germania: 1

2021